# Casa de Traba
La casa de Traba fue una familia noble del Reino de Galicia que tuvo gran poder económico y político durante los siglos XI y XII en todo el norte de lo que hoy son España y Portugal. Se cuentan entre sus descendientes numerosos monarcas de otros países europeos.

## Orígenes

Uno de los varios blasones del linaje de Traba.

El primer miembro bien documentado del linaje de Traba fue Froila Bermúdez o Vermúdez o Veremúndez. Adquiere renombre alrededor del año 1060, cuando ya interviene en litigios judiciales del monasterio de San Martín de Jubia (Jubia, en el actual municipio de Narón), donde los monjes lo consideraban dominus noster. Hizo espléndidas donaciones al monasterio, y tras fallecer en el año 1091, fue enterrado allí en solemne ceremonia a la que asistieron dos obispos.
Algunos de sus descendientes y muchos genealogistas posteriores buscaron para Froila entronques reales o nobles. Se le hizo nieto del conde Menendo González, regente durante la minoría de edad de quien sería el rey Alfonso V de Galicia y León. Crespo de Pozo, por ejemplo, lo hizo descender de la poderosa casa gallega de los Menéndez. Los documentos archivados en el monasterio de Sobrado, fuente principal de información sobre los Traba, no avalan ninguna de estas dos hipótesis. Un entronque todavía más ambicioso hizo a Froila tataranieto de Ramón, Román, Raimundo o Raymond, supuesto hijo, legítimo o bastardo, del rey Fruela I de Asturias. Según Barrau-Dihigo (p. 246) tal hijo nunca existió.

## Territorios
Los dominios de Froila Bermúdez abarcaban buena parte de la actual provincia de La Coruña, excluidas las propiedades eclesiásticas de Santiago y Sobrado. Incluían las tierras situadas al norte del río Tambre, antiguamente llamado Támaris o Támara, región por ello denominada Tras-Támara. de la que fue Señor. Sus descendientes ampliaron estos dominios para constituir el Condado medieval de Traba (o Trava), que abarcaba desde Finisterre al Sudoeste, hasta Ortigueira al Este, incluyendo las comarcas del valle de Vimianzo, Bergantiños, Soneira y otras.
Froila combatió a los sarracenos y (aunque seguramente vasallo de los reyes de Galicia, residentes en León) no hay constancia de que haya ejercido ningún cargo real. Esta situación cambiaría drásticamente con sus hijos y nietos.

## El linaje de Traba
El primer Conde de Traba, así mencionado en un documento del 28 de marzo de 1098, fue Pedro Fróilaz (hijo de Froila Bermúdez), quien fue antes Conde de Ferreira (Ferraria, en el latín de la época, localidad del distrito de Bergantiños) y después el primer Conde de Galicia hasta su muerte en 1128. Su hijo, Fernando Pérez de Traba, tuvo enorme influencia en el Condado Portucalense.
- Froila Bermúdez (m. 1091). En 1086, y durante el reinado de Alfonso VI de León, combatió en la batalla de Sagrajas.
- Pedro Fróilaz (m. 1128), hijo del anterior.
- Fernando Pérez de Traba o Fernán Pérez de Traba (m. 1155), hijo del anterior.
- Gonzalo Fernández de Traba (m. 1165), hijo de Fernando Pérez de Traba.
- Fernando González de Traba (m. 1165), hijo del anterior.
- Gómez González de Traba (m. 1211), hermano del anterior.
- Rodrigo Gómez de Traba (m. 1261), hijo del anterior.